# Carina Johansson
Bör inte förväxlas med skådespelaren Carina M. Johansson, född 1960 i Göteborg.
Siv Carina Johansson, född 29 september 1959 i Eskilstuna, är en svensk skådespelare.

## Filmografi i urval
- 1986 - Bessingemordet
- 1989 - Tre kärlekar
- 1996 - Passageraren
- 1996 - Ellinors bröllop
- 1996 - Främmande makt
- 1996 - Att stjäla en tjuv
- 1998 - Kärlek och hela alltihopa
- 1998 - Det går en ängel runt vårt hus (1998)
- 2013 - Fjällbackamorden: Havet ger, havet tar

Inte nämnda i Svensk filmdatabas (Carina M. Johansson?):
- 1997 - Skärgårdsdoktorn (TV-serie gästroll)
- 2006 - Poliser (TV- serie)
- 2007 - Upp till kamp (TV- serie)